# マインドワンダリング
マインドワンダリング（Mind-wandering）とは、現在行なっているタスクから生み出されない思考として、大まかに定義される。 マインドワンダリングは、課題とは無関係で刺激に依存しない思考から成る。   ポジティブで建設的な空想、失敗に対する罪悪感、注意力の制御不良という、3つの異なるサブタイプの形で現れる。 
マインドワンダリング現象の一般的な説明は、思考が長時間にわたって単一のトピックに留まらない経験であると説明でき、特に注意力を要する作業に従事している際に起こる。 
マインドワンダリングが起こりやすい状況の一つは、運転中である。 なぜなら、最適な条件下で運転すると、ほぼ自動的な活動になるためで、注意力を必要とする活動に従事している時に活発になる脳ネットワークであるタスクポジティブネットワークの使用を最小限に抑えることができるからである。 警戒心が低い状況にあると、人は自分の考えに気を取られ、周囲の環境で何が起こったのかを思い出せない。 これはデカップリング仮説として知られている。 
事象関連電位 (ERP) を使用した研究では、マインドワンダリングが外部環境に対する脳の皮質処理をどの程度低下させるかを定量化した。 手元のタスクと脳の思考が関係ない場合、脳はタスクに関連する感覚情報とそれとは関係のない感覚情報の両方を、あまり詳細ではない方法で処理する。   
マインドワンダリングは、人間の安定した特性で、一時的な状態と思われる。 研究では、パフォーマンスの問題について、実験室でと日常生活 でについて、関連付けられている。 マインドワンダリングは自動車事故の可能性と関連する。  感情の状態とも密接に関係する。 研究によると、タスクと無関係な思考は、気分が低迷している人や抑うつ状態の人によく見られ、アルコールを摂取して酩酊状態にあるときにも起こる。 
研究では、自発的思考には前向き思考バイアスがあることが実証されている。人はマインドワンダリングの間、過去よりも未来に関する思考をするからである。 デフォルト・モード・ネットワークは、マインドワンダリングや内的指向性の思考に関与していると考えられているが、最近の研究ではこの仮説に疑問が投げかけられている。 